# Parapelecopsis
Parapelecopsis là một chi nhện trong họ Linyphiidae.